# 푸조 208
푸조 208은 프랑스 자동차 회사 푸조가 생산, 판매하는 소형차이다.

## 1세대
2012년 3월에 제네바 모터쇼를 통해 공개되었으며, 같은 해 가을에 207의 후속 차종으로 출시되었다. 207은 왜건 버전이 있었지만, 2008으로 대체하였다. 2015년에 페이스리프트를 거쳤다.

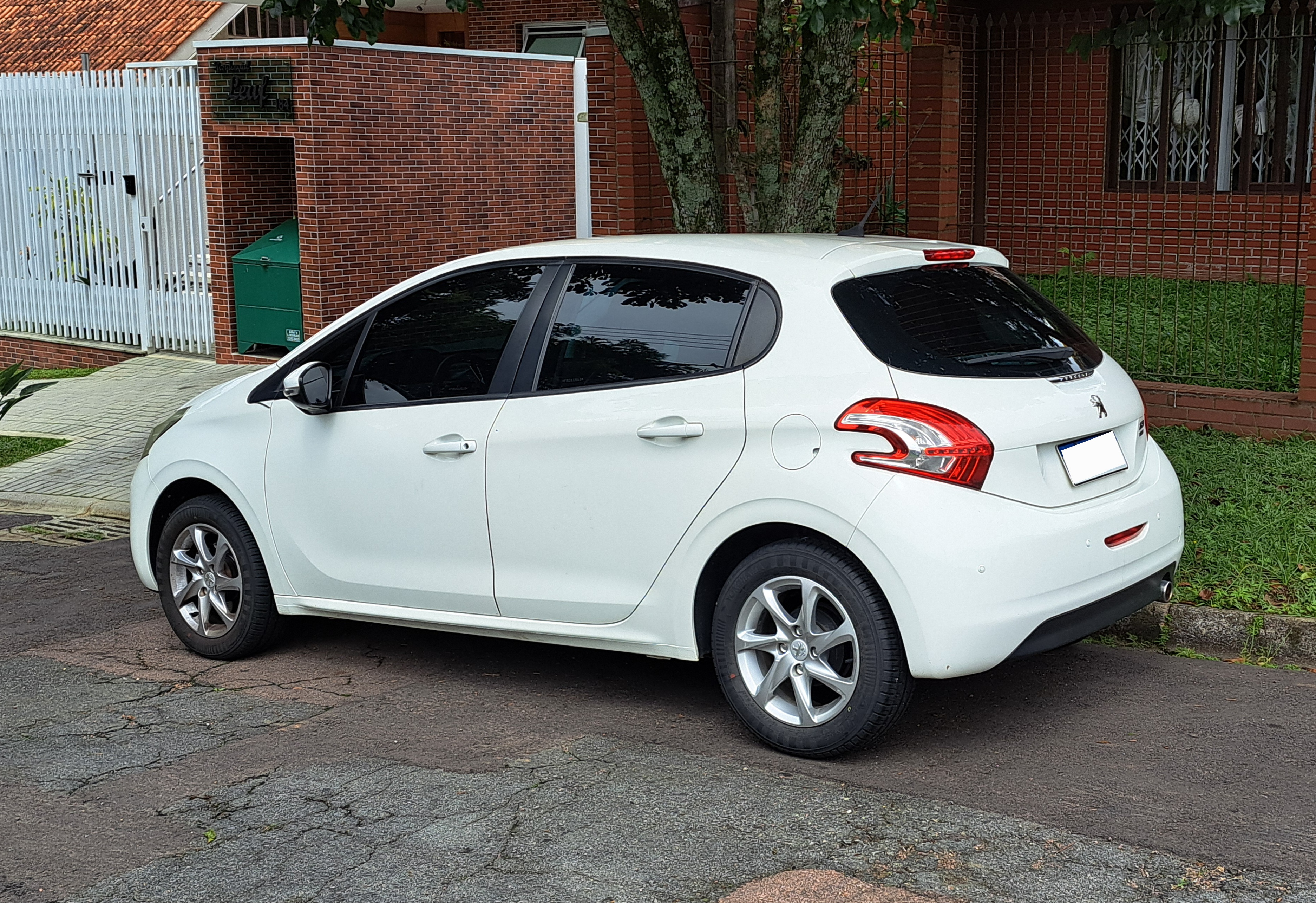
푸조 208 (A9).

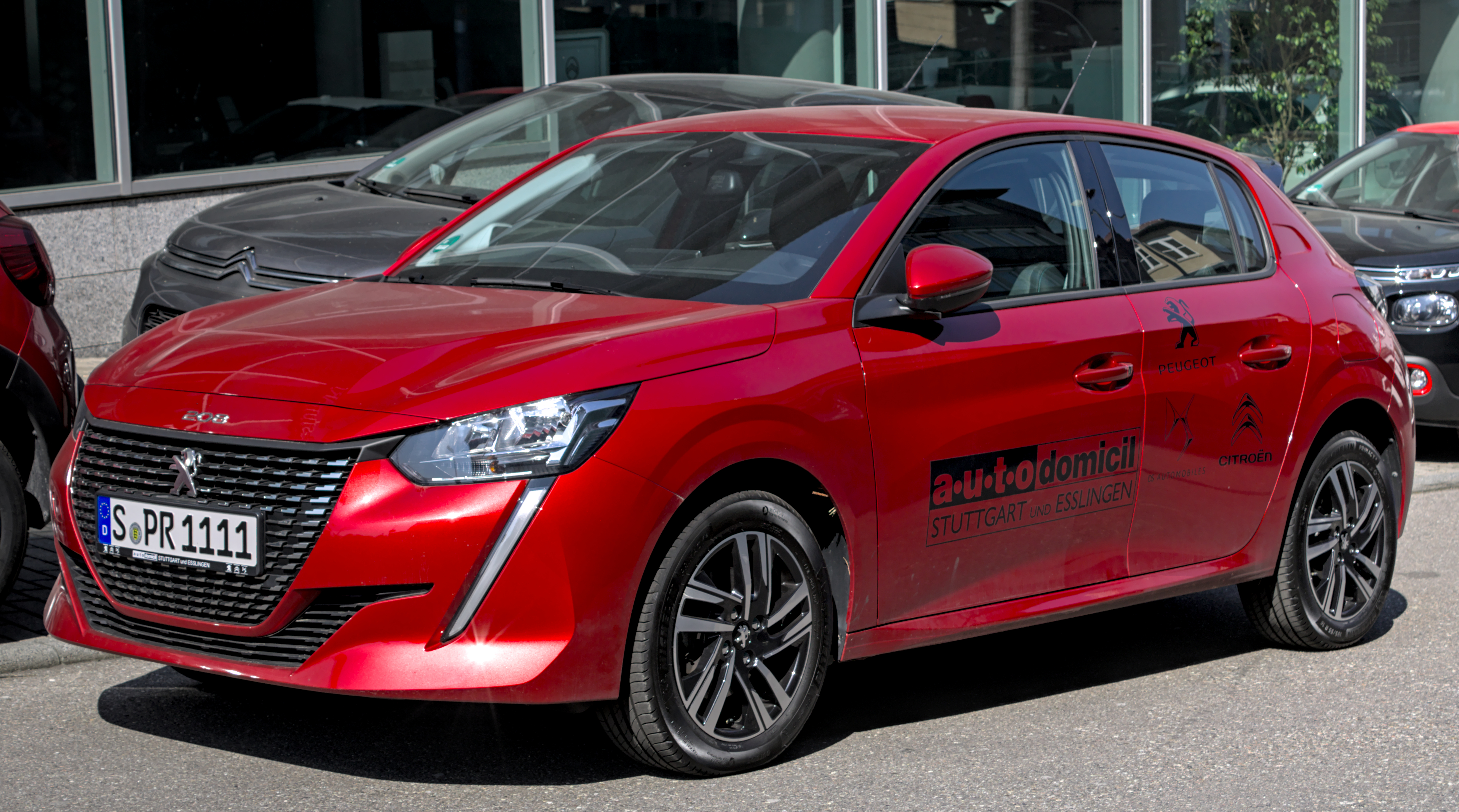
푸조 208 정측면

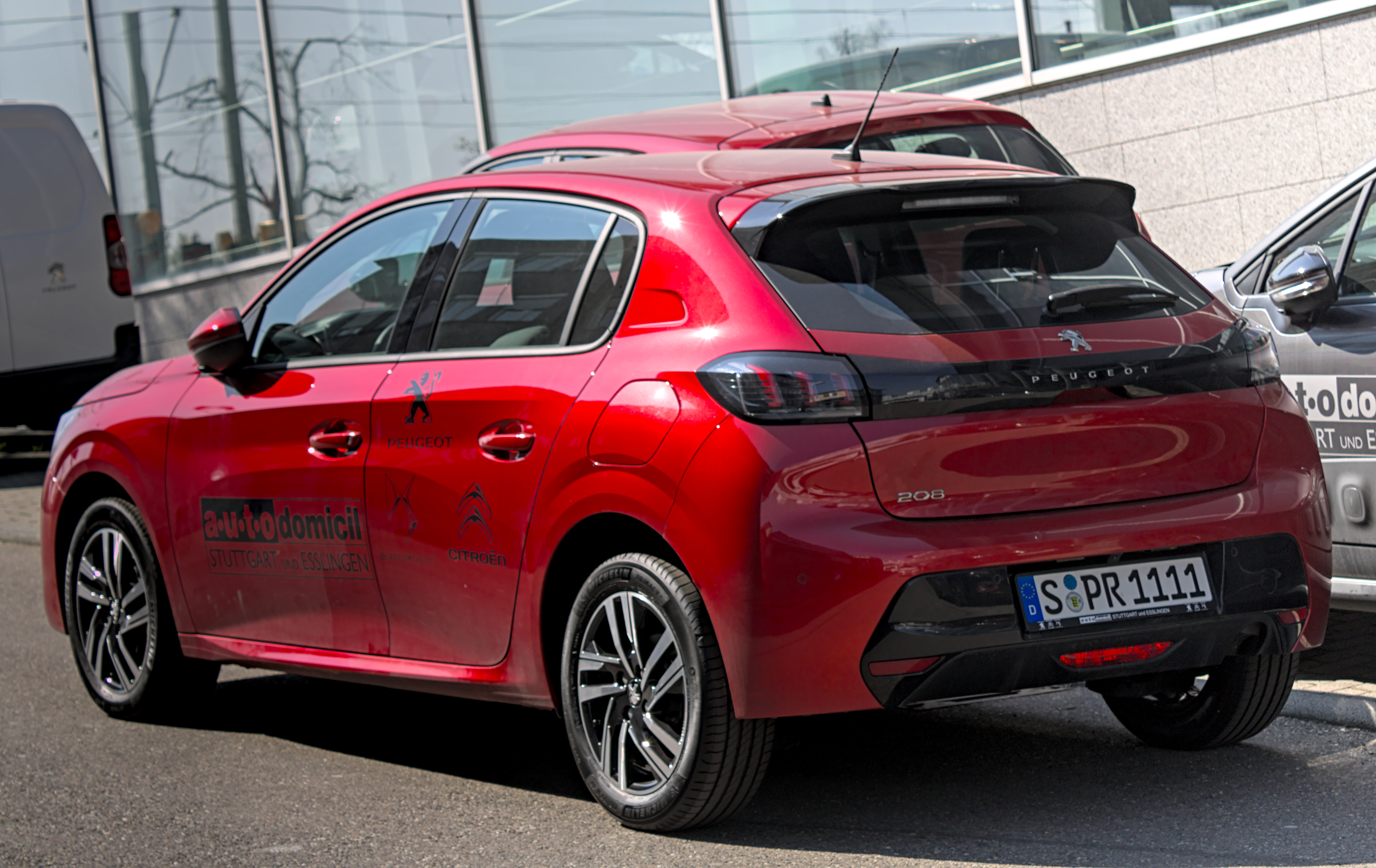
푸조 208 후측면

## 2세대
2019년에 공개되었으며, 5도어만 판매하고 3도어는 출시하지 않는다.
EV 모델이 추가되었으며, 대한민국에는 2020년 8월에 출시했다. 충전 인터페이스는 DC콤보-1이며, 대한민국 인증 항속거리는 280km다.

## 경쟁 차량
- 현대자동차 - 엑센트, i20
- 기아자동차 - 프라이드
- 쉐보레 - 아베오
- 폭스바겐 - 폴로
- 스코다 - 파비아
- 닛산 - 마치
- 오펠 - 코르사
- 르노 - 클리오
- 시트로엥 - C3
- 아우디 - A1
- 세아트 - 이비자
- 미니 - 미니 해치백
- 피아트 - 푼토
- 알파로메오 - 미토
- 토요타 - 비츠
- 혼다 - 피트, 씨티, 째즈
- 마쓰다 - 데미오
- 포드 - 피에스타
- 스즈키 - 씨아즈